# Ana Sofrenović
Ana Sofrenović (Belgrado, 18 de setembro de 1972 ) é uma atriz sérvia de cinema e teatro.

## Biografia
Ana nasceu em uma família mista sérvio-britânica. Além de sua carreira de sucesso como atriz, Ana Sofrenović é uma cantora comprovada, principalmente de jazz e música para cinema.
Ela tem duas filhas, Lena e Iva, do casamento com o ator Dragan Mićanović. Ela morou em Londres por um tempo e mora em Belgrado há alguns anos. Em 1999, ela ganhou Tsarica Teodora nos Encontros de Cinema em Nis pelo papel de Tiana no filme Nebeska udica.
Na Inglaterra, estrelou as séries: Ултимат Форс, Пороци и Холби Сити, na qual interpretou a personagem de Maria Ovčar de 2000 até 2002.
Ela fez sua estreia como cantora no filme Кажи зашто ме остави de 1993 cantando a música título. Em 2005, no 37ª Bemus, atuou na ópera Orfeu e Eurídice. Em janeiro de 2006, ela se apresentou no Carnegie Hall, em Nova York, como parte de um concerto organizado por Meredith Munk.
Foi premiada em Paris em 2015 com o prêmio de melhor papel no filme Дечаци из улице Маркса и Енгелса.

## Filmografia
| 1990-1999 |                                    |                                                |
| 1994      | Ругалице и убице                   | Катарина (Catarina)                            |
| 1994      | Покварењак                         |                                                |
| 1995      | Знакови                            |                                                |
| 1995      | Пакет аранжман                     | Лина (Lina)                                    |
| 1995      | Убиство с предумишљајем            | Јелена Љубисављевић (Jelena Ljubisavljević)    |
| 1997      | Љубав, женидба и удадба            | Милостива госпођица (Graciosa senhorita)       |
| 1997      | Наша Енглескиња                    | Млада Флора Сандс (Jovem Flora Sandes)         |
| 1997      | Балканска правила                  | Јелена Баста „Медена“ (Jelena Basta "Querida") |
| 1997      | Танго је тужна мисао која се плеше | Оксана Михајловна (Oksana Mikhailovna)         |
| 1998      | Буре барута                        | Девојка у возу (A garota no trem)              |
| 1998      | Легионар                           | Катрина (Katrina)                              |
| 1999      | Небеска удица                      | Тијана (Tiana)                                 |
| 2000-2009 |                                    |                                                |
| 2000      | The Vice                           | Ђемила (Djemila)                               |
| 2001      | London's Burning                   | Леви (Levi)                                    |
| 2000-2002 | Holby City                         | Марија Овчар (Maria Ovcar)                     |
| 2002      | Saht                               | Ана (Ana)                                      |
| 2002      | Ultimate Force                     | Маша (Masha)                                   |
| 2003      | Волим те највише на свету          | Светлана (Svetlana)                            |
| 2003      | Strange                            | Мина                                           |
| 2003      | Мали свет                          | Ана Костић (Ana Kostic)                        |
| 2004      | Матилда                            |                                                |
| 2004      | Пад у рај                          |                                                |
| 2007      | Два                                |                                                |
| 2007      | Аги и Ема                          | Мајка (Mayka)                                  |
| 2009      | Жене са Дедиња                     |                                                |
| 2010-2014 |                                    |                                                |
| 2010      | Ван контроле                       | Соња (Sonia)                                   |
| 2012      | Доктор Реј и ђаволи                | Бети (Beti)                                    |
| 2014      | Дечаци из улице Маркса и Енгелса   | мајка Радмила                                  |

## Papéis de teatro
| A estreia          | Desempenho                                                          | O papel                          | O teatro                   |
| ------------------ | ------------------------------------------------------------------- | -------------------------------- | -------------------------- |
| 28. Poderia 2005 . | Tesla ( Miloš Crnjanski, dirigido por Nikita Milivojević )          | Ellen, uma mulher americana rica | Madleniano                 |
| 21. Marchar 2005 . | Lulu ( Frank Wedekind, dirigido por Gorcin Stojanović )             | Condessa Geschwitz               | Teatro Dramático Iugoslavo |
| 12. Marchar 1997   | Na Chama da Paixão ( Ivan M. Lalić dirigido por Gorčin Stojanović ) | Calêndula                        | Teatro Zvezdara            |
| 18. dezembro 2007  | Cabaré (dirigido por Soja Jovanović )                               | Sally                            | Teatro em Terazije         |